# ميغيل أغيلار (لاعب كرة قدم)
ميغيل أغيلار (بالإسبانية: Miguel Aguilar) (29 سبتمبر 1953 بسانتا كروز دي لا سييرا في بوليفيا - ) هو مدرب كرة قدم ولاعب كرة قدم بوليفي في مركز الوسط. شارك مع منتخب بوليفيا لكرة القدم. أما مع النوادي، فقد لعب مع ذي سترونغيست وفيرو كاريل أويستي ونادي بوليفار وأورينتي بيتروليرو وكلوب ديسترويرس ونادي بلومينغ.

## وصلات خارجية
- ميغيل أغيلار على موقع قاعدة بيانات كرة القدم.إي يو (الإنجليزية)